# کیسمایو
کیسمایو (به عربی: کیسمایو) یک منطقهٔ مسکونی در سومالی است که در سومالی واقع شده‌است. کیسمایو ۴ کیلومتر مربع مساحت و ۱۶۶٬۶۶۷ نفر جمعیت دارد.